# Football League Third Division North Cup
Football League Third Division North Cup fue una competición de fútbol disputada por equipos que competían en la Football League Third Division North. La competición se celebró por primera vez en la temporada 1933-34 y se jugó hasta 1938-39. La copa fue restablecida para la temporada 1945-46.

## Formato
La competencia se llevó a cabo utilizando un formato de eliminatorias. Los torneos agruparon a los 22 equipos de la Division Three North, con la excepción de la última temporada, cuando solo 14 equipos jugaron en la competición. La competición de 1945-46 la disputaron 10 clubes del este y oeste de la Third Division North.

## Historial
Todos los resultados hasta la última temporada:
| Temporada | Local            | Marcador | Visitante          |
| --------- | ---------------- | -------- | ------------------ |
| 1933-34   | Darlington       | 4-3      | Stockport County   |
| 1934-35   | Stockport County | 2-0      | Walsall            |
| 1935-36   | Darlington       | 1-2      | Chester            |
| 1936-37   | Southport        | 1-3      | Chester            |
| 1937-38   | Southport        | 4-1      | Bradford City      |
| 1938-39   | Bradford City    | 3-0      | Accrington Stanley |
| 1945-46   | Rotherham United | 2-2      | Chester            |
| 1945-46   | Chester          | 2-3      | Rotherham United   |